# Scorbut
Scorbut (scurvy) là một bệnh do thiếu hụt vitamin C, biểu hiện dưới những triệu chứng như: chảy máu nướu răng, chậm lành vết thương, các vết thâm tím rộng trên da (mảng xuất huyết dưới da, dân gian thường gọi là "vết ma cắn"). Thêm vào đó là sự dễ bị nhiễm trùng, dễ bị kích động và trầm cảm cũng là những tiêu chuẩn chẩn đoán.

## Lịch sử
Bệnh Scurvy đã ảnh hưởng đến rất nhiều bệnh nhân Ai Cập, La Mã và Thành Rome cổ đại. Bệnh này gắn liền với lịch sử thế giới vì tỷ lệ cung cấp vitamin C không đầy đủ trong những chiến dịch quân sự và trong các cuộc hành trình trên biển dài ngày. Đã có những giai đoạn lịch sử mà bệnh scurvy lan tràn rộng khắp như một bệnh dịch. Từ năm 1556 đến 1557, đã có 114 dịch scurvy được báo cáo suốt trong các tháng mùa đông, lúc mà không thể cung cấp đầy đủ nguồn rau xanh. Các chiến binh trên các cuộc hải trình dài ngày còn bị ảnh hưởng nặng nề hơn.
Một số nhà thám hiểm, như Jacques Cartier năm 1556, đã nhận thấy rằng ăn một số loại thức ăn nào đó có thể làm giảm được tình trạng bệnh. Ông đã cùng thủy thủ đoàn ăn loại cây lá kim vân sam; một số thủy thủ đoàn khác ăn cam, chanh, chanh lá cam. Năm 1742, Jame Lind, một bác sĩ người Anh, đã viết một bài thảo luận chính thức đầu tiên về khả năng gây bệnh scurvy do thiếu hụt dinh dưỡng. Theo kinh nghiệm của Lind, ông cho biết các bệnh nhân scurvy có thể phục hồi sau khi cho dùng nước cam. 
Mặc dù có một số nhà thám hiểm đã ủng hộ những khám phá của Lind – như thủy thủ đoàn của thuyền trưởng Jame Cook đã hoàn toàn tránh được scurvy trong 3 cuộc hành trình dài ngày trên biển từ 1768 đến 1779 – Thủy quân Anh quốc vẫn chưa chấp nhận việc sử dụng nước cam chanh cho các thủy thủ mãi đến năm 1804, tức 62 năm sau những khám phá của Lind. Xu hướng ngày nay người ta chấp nhận chế độ dinh dưỡng toàn diện nhờ nhiều khám phá mới về vai trò quan trọng của vitamin và khoáng chất, trong đó có vitamin C.
Vitamin C được định nghĩa là "yếu tố chống scorbus", được Albert Szent-Gyorgyi phân lập năm 1928. Gần 70 năm sau, các nhà nghiên cứu đã khám phá ra nhiều lợi ích của vitamin C trên sức khỏe. Ngày nay mặc dù bệnh scurvy hiếm gặp trong xã hội chúng ta, thiếu hụt vitamin C ở mức độ cận lâm sàng và mức độ giới hạn dưới cũng khá phổ biến, đặc biệt là ở người già.